# Żelichowo (Grande-Pologne)
Pour les articles homonymes, voir Żelichowo.
Żelichowo (prononciation : [ʐɛliˈxɔvɔ], en allemand : Selchow) est un  village polonais de la gmina de Krzyż Wielkopolski dans le powiat de Czarnków-Trzcianka de la voïvodie de Grande-Pologne dans le centre-ouest de la Pologne.
Il se situe à environ 14 km au nord-est de Krzyż Wielkopolski (siège de la gmina), à 33 km au nord-ouest de Czarnków (siège du powiat), et à 85 km au nord-ouest de Poznań (capitale de la Grande-Pologne).

## Histoire
De 1975 à 1998, le village faisait partie du territoire de la voïvodie de Piła.

Depuis 1999, Żelichowo est situé dans la voïvodie de Grande-Pologne.